# Loriot de Céram
Oriolus forsteni
Espèce
Statut de conservation UICN

 LC  : Préoccupation mineure
Le Loriot de Céram (Oriolus forsteni) est une espèce de passereau de la famille des Oriolidae.

## Répartition
Il est endémique de Céram (Moluques).

## Habitat
Il habite les forêts humides de plaine tropicales et subtropicales.